# 石川镇
石川镇，是中华人民共和国甘肃省定西市漳县下辖的一个镇。
2016年，甘肃省民政厅批复同意撤销石川乡，设立石川镇。

## 行政区划
石川镇下辖以下地区：
路地沟村、社占村、三眼泉村、小石门村、占卜村、赵家庄村、菜子川村、虎龙口村和三条沟村。